# Бромид никеля(II)
Бромид никеля(II) — неорганическое соединение, 
соль металла никеля и бромистоводородной кислоты с формулой NiBr2, 
жёлто-коричневые кристаллы, 
хорошо растворяется в воде, 
образует кристаллогидраты.

## Получение
- Реакция никеля и паров брома:

{\displaystyle {\mathsf {Ni+Br_{2}\ {\xrightarrow {T}}\ NiBr_{2}}}}
- Реакция бромистого водорода с раскалённым оксидом никеля(II):

{\displaystyle {\mathsf {NiO+2HBr\ {\xrightarrow {>900^{o}C}}\ NiBr_{2}+H_{2}O}}}

## Физические свойства
Бромид никеля(II) образует жёлто-коричневые кристаллы 
тригональной сингонии, 
пространственная группа R 3m, 
параметры ячейки a = 0,3715 нм, c = 1,830 нм, Z = 3.
Хорошо растворим в воде, метаноле, этаноле.
Не растворяется в эфире.
Очищается сублимацией в токе бромистого водорода.
Образует кристаллогидраты состава NiBr2•n H2O, где n = 2, 3, 6, 9.

## Химические свойства
- Кристаллогидрат при нагревании теряет воду:

{\displaystyle {\mathsf {NiBr_{2}\cdot 3H_{2}O\ {\xrightarrow {200^{o}C}}\ NiBr_{2}+3H_{2}O}}}
- Разлагается при сильном нагревании на воздухе:

{\displaystyle {\mathsf {2NiBr_{2}+O_{2}\ {\xrightarrow {T}}\ 2NiO+2Br_{2}}}}
- Восстанавливается водородом:

{\displaystyle {\mathsf {NiBr_{2}+H_{2}\ {\xrightarrow {T}}\ Ni+2HBr}}}